# 愛知県道298号安城知立線

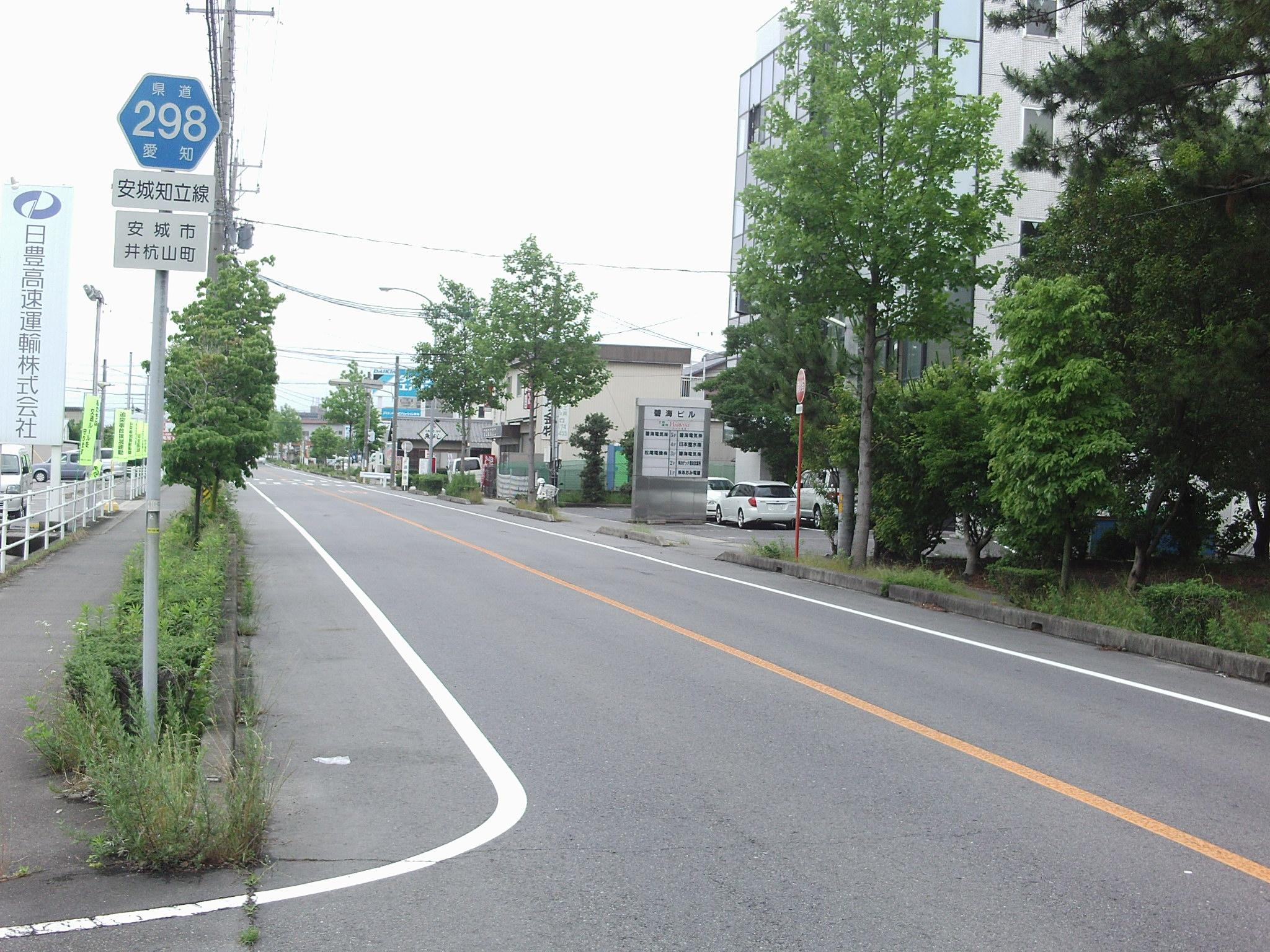
安城市側。路肩（車道外側線）にゆとりのある2車線道路。

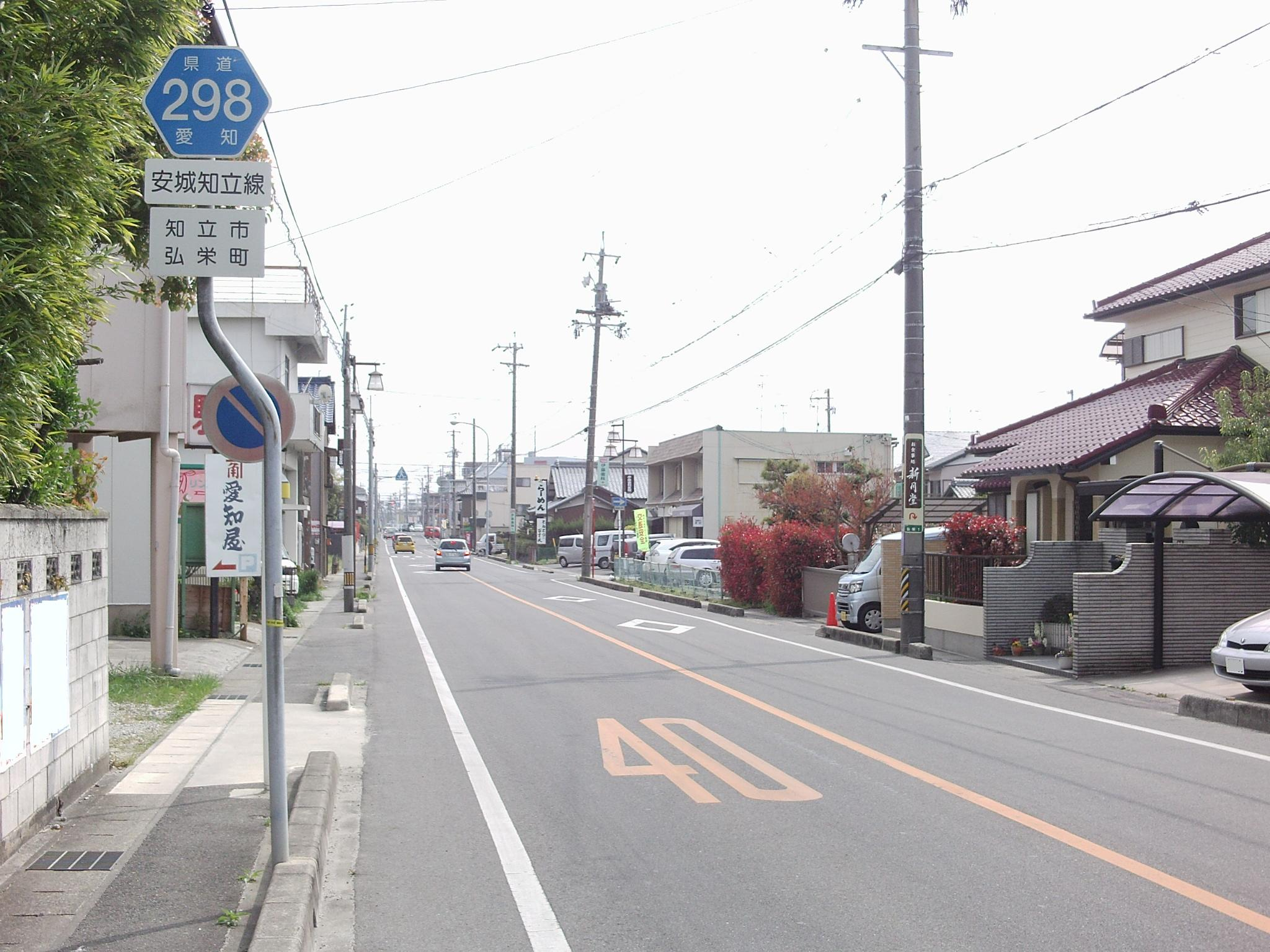
知立市側。弘法通りの西側に並行する区間。

愛知県道298号安城知立線（あいちけんどう298ごう あんじょうちりゅうせん）は、愛知県安城市から知立市に至る一般県道である。

## 概要

### 路線データ
- 起点：愛知県安城市
- 終点：愛知県知立市

## 沿革
- 1956年4月14日：認定

## 通過する自治体
- 愛知県
  - 安城市 - 知立市

## 接続する道路
- 愛知県道12号豊田一色線（三河安城南町交差点、三河安城駅北交差点）
- 愛知県道296号小垣江安城線（三河安城南町交差点）
- 愛知県道509号新幹線三河安城停車場線（三河安城南町1丁目交差点）
- 愛知県道510号三河安城停車場線（三河安城駅入口交差点）
- 国道419号（新林町平草交差点）
- 愛知県道51号知立東浦線・愛知県道285号安城八ツ田知立線（中町交差点）

## 周辺

### 安城市
- JR東海道新幹線・東海道本線 三河安城駅[1]
- アイシン 安城工場

### 知立市
- 知立市立知立南小学校
- 知立市立知立南中学校
- 国道23号知立バイパス 西中インターチェンジ
- 衣浦豊田道路 新林インターチェンジ
- 名鉄三河線 三河知立駅

## 別名
- 知立中央通り（知立市）
- 弘法通り（知立市）
- 西尾街道（知立市、刈谷市、安城市、西尾市）
- 旧国道23号（安城市、知立市）